# Dennis Jastrzembski
Dennis Jastrzembski (Rendsburg, 20 febbraio 2000) è un calciatore tedesco con cittadinanza polacca, attaccante del Fortuna Düsseldorf.

## Caratteristiche tecniche
È un'ala sinistra.

## Carriera

### Club
Cresciuto nel settore giovanile dell'Holstein Kiel, nel 2015 è stato acquistato dall'Hertha Berlino.
L'11 aprile 2018 ha firmato il primo contratto professionistico ed il 20 agosto successivo ha esordito fra i professionisti disputando il match di DFB-Pokal vinto 3-1 contro l'Eintracht Braunschweig.

### Nazionale
Membro delle selezioni U-15 e U-16 polacche, nel 2016 decide di giocare per la Germania.
Con la Nazionale U-17 tedesca è giunto terzo nell'Europeo di categoria del 2017 e si è fermato ai quarti di finale nel Mondiale di categoria disputato nello stesso anno.

## Statistiche

### Presenze e reti nei club
Statistiche aggiornate al 30 novembre 2021.
| Stagione                 | Squadra                  | Campionato               | Campionato | Campionato | Coppe nazionali | Coppe nazionali | Coppe nazionali | Coppe continentali | Coppe continentali | Coppe continentali | Altre coppe | Altre coppe | Altre coppe | Totale | Totale | Totale |
| Stagione                 | Squadra                  | Comp                     | Pres       | Reti       | Comp            | Pres            | Reti            | Comp               | Pres               | Reti               | Comp        | Pres        | Reti        | Pres   | Reti   |        |
| ------------------------ | ------------------------ | ------------------------ | ---------- | ---------- | --------------- | --------------- | --------------- | ------------------ | ------------------ | ------------------ | ----------- | ----------- | ----------- | ------ | ------ | ------ |
| 2018-2019                | Hertha Berlino           | BL                       | 5          | 0          | CG              | 1               | 0               |                    | -                  | -                  |             | -           | -           | 6      | 0      |        |
| 2018-2019                | Hertha Berlino II        | RL                       | 2          | 0          |                 | -               | -               |                    | -                  | -                  |             | -           | -           | 2      | 0      |        |
| 2019-gen. 2020           | Hertha Berlino II        | RL                       | 11         | 1          |                 | -               | -               |                    | -                  | -                  |             | -           | -           | 11     | 1      |        |
| gen.-giu. 2020           | Paderborn                | BL                       | 6          | 0          | CG              | 0               | 0               |                    | -                  | -                  |             | -           | -           | 6      | 0      |        |
| 2020-gen. 2021           | Paderborn                | ZL                       | 3          | 0          | CG              | 0               | 0               |                    | -                  | -                  |             | -           | -           | 3      | 0      |        |
| Totale Paderborn         | Totale Paderborn         | Totale Paderborn         | 9          | 0          |                 | -               | -               |                    | -                  | -                  |             | -           | -           | 9      | 0      |        |
| gen.-giu. 2021           | Waldhof Mannheim         | 3.L                      | 15         | 1          | BP              | 1               | 0               |                    | -                  | -                  |             | -           | -           | 16     | 1      |        |
| 2021-2022                | Hertha Berlino           | BL                       | 8          | 0          | CG              | 2               | 0               |                    | -                  | -                  |             | -           | -           | 10     | 0      |        |
| 2021-2022                | Hertha Berlino II        | RL                       | 2          | 0          |                 | -               | -               |                    | -                  | -                  |             | -           | -           | 2      | 0      |        |
| Totale Hertha Berlino    | Totale Hertha Berlino    | Totale Hertha Berlino    | 13         | 0          |                 | 3               | 0               |                    | -                  | -                  |             | -           | -           | 16     | 0      |        |
| Totale Hertha Berlino II | Totale Hertha Berlino II | Totale Hertha Berlino II | 15         | 1          |                 | 0               | 0               |                    | -                  | -                  |             | -           | -           | 15     | 1      |        |
| Totale carriera          | Totale carriera          | Totale carriera          | 52         | 2          |                 | 4               | 0               |                    | -                  | -                  |             | -           | -           | 56     | 2      |        |